# 飾磨バイパス
飾磨バイパス（しかまバイパス、英語: Shikama Bypass）は、兵庫県姫路市白浜町から同市飾磨区宮に至る国道250号のバイパス道路である。
かつては国道250号のバイパスだったが、現在は従来の本道に代わって単独で国道250号の本道となった。

## 概要
全長3.0 km。このうち、姫路市白浜町から市川浜手大橋を含む同市飾磨区中島までの1.9 kmは新たに供用されたバイパス部区間で、そこから同市同区宮までの1.1 kmは現道拡張部区間である。1990年（平成2年）に着工し、2009年（平成21年）9月26日にバイパス部区間の供用をもって全線開通した。
並行する国道250号旧道区間については、市川右岸区間は国道として残されているが、左岸区間については西から順に兵庫県道517号妻鹿花田線（永世橋東詰交差点 - 妻鹿交差点間）、兵庫県道402号白浜姫路停車場線（妻鹿交差点 - 白浜松原交差点間）、市道（白浜松原交差点 - 宇佐崎東交差点間）へと移管された（平成27年3月31日兵庫県告示274号、276号）。